# Túc Ninh
Túc Ninh (chữ Hán giản thể: 肃宁县, âm Hán Việt: Túc Ninh huyện) là một huyện thuộc địa cấp thị Thương Châu, tỉnh Hà Bắc, Cộng hòa Nhân dân Trung Hoa. Huyện có diện tích 496 ki-lô-mét vuông, dân số 320.000 người. Mã số bưu chính của Túc Ninh là 062350. Chính quyền huyện Túc Ninh đóng ở trấn Túc Ninh. Về mặt hành chính, huyện này được chia thành 3 trấn và 6 hương.
- Trấn: Túc Ninh, Sào Bắc, Lương Gia Thôn.
- Hương: Hưởng Thôn, Chiêu Trang, Sư Tố, Vạn Lý, Phó Gia Tả, Hà Bắc Lưu Thiện Tự.